# Generaloberst

Patte d’épaule d'un Generaloberst de la Heer de la Wehrmacht.

Generaloberst est un grade d'officier général de l'armée allemande, de l'armée autrichienne et de l'armée de la Russie impériale.
De 1942 à 1945, il a également été utilisé dans la Schutzstaffel (la SS) en complément du grade attribué par cette organisation (Oberst-Gruppenführer), dans le but de préciser celui-ci.

## Historique
Le grade de Generaloberst est un grade de l'armée prussienne de 1854 à 1870 et de l'armée allemande entre 1871 et 1945. Il fut aussi utilisé par l'armée autrichienne entre 1915 et 1918 et par les services armés de la République démocratique allemande entre 1956 et 1990, année de la désintégration de ce pays. Il correspondait à un niveau qui est celui de général d'armée dans l'armée française actuelle. Le grade de Generaloberst, général d'armée et non colonel général, était le grade le plus élevé de la Heer, l'armée de terre allemande, et de la Luftwaffe, l'armée de l'air allemande, avant celui de Generalfeldmarschall. 
Toutefois, ceci est contredit par les constatations suivantes : lors de la signature de la convention d'armistice du 22 juin 1940 entre l'Allemagne et la France, tant les documents écrits que les traductions verbales enregistrées du traducteur officiel allemand Paul-Otto Schmidt qualifient le Generaloberst Wilhelm Keitel, principal négociateur de la délégation allemande, de « Colonel-Général » en français... La convention d'armistice elle-même, dans sa traduction officielle française valable en France comme en Allemagne, qualifie Keitel de « Colonel-Général ».
Il a été créé en 1854 dans l'armée prussienne pour assurer une promotion au prince Guillaume de Prusse, qui ne pouvait obtenir le grade suprême de Generalfeldmarschall (maréchal de campagne) puisqu'il n'avait pas commandé une armée en chef, condition nécessaire au maréchalat. Le grade s'est ensuite consolidé dans l'armée allemande, créé après l'apparition de l'Empire allemand, en janvier 1871. La condition du commandement en chef a donné naissance, dans la période de l'entre-deux-guerres, à la position de Generaloberst mit dem Rang eines Generalfeldmarschalls, soit Generaloberst avec rang de Generalfeldmarchall, accordée à un Generaloberst méritant et qui n'avait pu obtenir le maréchalat.
Le grade de Generaloberst fut introduit dans l'armée autrichienne en 1915, sur le modèle de l'armée allemande mais il ne survécut pas à la Première Guerre mondiale.
La Bundeswehr, crée en 1955, supprime le grade de Generaloberst, mais l'armée est-allemande, la Nationale Volksarmee, le conserve comme son grade suprême jusqu'à sa dissolution en 1990.

## Insigne
L'insigne de grade du Generaloberst était une épaulette tressée d'or et d'argent avec trois étoiles d'argent. Le Generaloberst mit dem rang eines Generalfeldmarschalls portait quatre étoiles sur son épaulette. L’équivalent du Generaloberst dans la marine était, entre 1935 et 1945, le grade de Generaladmiral.

## Rang dans l'armée allemande

### Deutsches Heer
Grade de Generaloberst dans la Deutsches Heer, l'armée de l'Empire allemand, de 1871 à 1919 :
- Generalmajor ;
- Generalleutnant ;
- General (général d'une arme en particulier, par exemple General der Kavallerie pour général de cavalerie) ;
- Generaloberst (depuis 1854) ;
- Generalfeldmarschall.

### Reichswehr
Grade de Generaloberst dans la Reichswehr, l'armée allemande de la république de Weimar, de 1919 à 1935 :
- Generalmajor ;
- Generalleutnant ;
- General (général d'une arme en particulier, par exemple General der Infanterie pour général d'infanterie) ;
- Generaloberst.

### Wehrmacht
Grade de Generaloberst dans la Wehrmacht, l'armée allemande du Troisième Reich, de 1935 à 1945 :
- Generalmajor ;
- Generalleutnant ;
- General (général d'une arme en particulier, par exemple General der Artillerie pour général d'artillerie) ;
- Generaloberst ;
- Generalfeldmarschall ;
- Reichsmarschall (1940 : grade spécialement créé pour Hermann Göring).

### Bundeswehr
Néant : ce grade n'a pas été reconduit dans la Bundeswehr.

## Rang dans la Schutzstaffel (SS) du Troisième Reich
Équivalent du grade de Generaloberst dans la branche non militaire — Schutzstaffel non militaire (police, surveillance des camps) et Allgemeine SS — et dans la branche militaire — Waffen-SS (dénomination apparue en 1940) — de la Schutzstaffel (SS) de 1933 à 1945 :
- SS-Brigadeführer (Generalmajor) ;
- SS-Gruppenführer (Generalleutnant) ;
- SS-Obergruppenführer (General) ;
- SS-Oberst-Gruppenführer, avec éventuellement la mention suivante en complément « und Generaloberst der Polizei » ou bien « und Generaloberst der Waffen-SS » ;
- Reichsführer-SS (Generalfeldmarschall).

## Officiers ayant porté ce grade dans l'armée allemande
Liste des Generaloberst n'ayant pas été promus Generalfeldmarschall, avec mention de leur date de promotion respective. Parfois certains portent la mention mit dem Rang als GFM, ce qui signifie « avec le rang de Generalfeldmarschall ».

### Kaiserreich
- 1873 - Auguste de Wurtemberg (1813-1885), Oberkommandierender in den Marken und Gouverneur von Berlin
- 1888 - Frédéric Ier de Bade (1826-1907) mit dem Rang als GFM, Armeeinspizient
- 1888 - Alexander von Pape (1813-1895) mit dem Rang als GFM, Oberkommandierender in den Marken und Gouverneur von Berlin
- 1889 - Charles-Alexandre de Saxe-Weimar-Eisenach (1818-1901) à la suite der sächsischen Armee
- 1890 - Prince Otto von Bismarck (1815-1898) mit dem Rang als GFM à la suite der Armee, ehem. Reichskanzler und preußischer Ministerpräsident
- 1905 - Bernard III de Saxe-Meiningen-Hildburghausen (1851-1928) mit dem Rang als GFM, Armeeinspizient
- 1905 - Frédéric II de Bade (1857-1928) mit dem Rang als GFM, Armeeinspizient
- 1908 - Hans von Plessen (1841-1929) mit dem Rang als GFM, Generaladjutant des Kaisers und Kommandant des Großes Hauptquartier
- 1909 - Henri de Prusse (1862-1929) mit dem Rang als GFM, Großadmiral, General-Inspekteur der Marine, à la suite der preußischen Armee
- 1910 - Frédéric-Léopold de Prusse (1865-1931) à la suite der preußischen Armee
- 1911 - Prince Christian de Schleswig-Holstein (1831-1917) à la suite der preußischen Armee
- 1911 - Gustav von Kessel (1846-1918), Generaladjutant des Kaisers, Oberkommandierender in den Marken und Gouverneur von Berlin
- 1913 - Philippe de Wurtemberg (1838-1917) à la suite de l'Armée wurtembergeoise
- 1911 - Carl von Horn (1847-1923), bayerischer Kriegsminister
- 1912 - Otto Kreß von Kressenstein (de) (1850-1929), bayerischer Kriegsminister
- 1913 - Maximilian von Prittwitz und Gaffron (1848-1917), preußischer Armeeführer
- 1914 - Moriz von Lyncker (1853-1932), Chef des Militärkabinetts
- 1914 - Friedrich von Scholl (de) (1846-1928), Generaladjutant des Kaisers
- 1914 - Helmuth Johannes Ludwig von Moltke (1848-1916), Chef der 1.OHL
- 1914 - Max von Hausen (1846-1922), sächsischer Ministerpräsident, Armeeführer
- 1914 - Alexandre von Kluck (1846-1934), preußischer Armeeführer
- 1914 - Moritz von Bissing (1844-1917), preußischer Generalgouverneur für Belgien
- 1915 - Karl von Einem (1853-1934), preußischer Armeeführer
- 1915 - Otto von Marchtaler (1854-1920), württembergischer Kriegsminister
- 1917 - Günther von Kirchbach (1850-1925), preußischer Heeresgruppenführer
- 1918 - Felix von Bothmer (1852-1937), bayerischer Armeeführer
- 1918 - Karl Ludwig d'Elsa (1849-1922), sächsischer Armeeführer
- 1918 - Hans von Kirchbach (1849-1928), sächsischer Armeeführer

### Reichswehr
- 1926 - Hans von Seeckt (1866-1936), Chef der Heeresleitung
- 1930 - Wilhelm Heye (1869-1947), Chef der Heeresleitung
- 1934 - Kurt von Hammerstein-Equord (1878-1943), Chef der Heeresleitung

### Wehrmacht

#### Heer
1. 20 avril 1936 - Werner von Fritsch (1880-1939)
2. 1er novembre 1938 - Ludwig Beck (1880-1944)
3. 1er novembre 1938 - Siegfried Handloser (1885-1954)
4. 31 décembre 1938 - Wilhelm Adam (1877-1949)
5. 1er octobre 1939 - Johannes Blaskowitz (1883-1948)
6. 19 juillet 1940 - Friedrich Dollmann (1882-1944)
7. 19 juillet 1940 - Heinz Guderian (1888-1954)
8. 19 juillet 1940 - Franz Halder (1884-1972)
9. 19 juillet 1940 - Hermann Hoth (1885-1971)
10. 19 juillet 1940 - Adolf Strauß (1879-1973)
11. 19 juillet 1940 - Nikolaus von Falkenhorst (1885-1968)
12. 19 juillet 1940 - Friedrich Fromm (1888-1945)
13. 19 juillet 1940 - Curt Haase (1881-1943)
14. 19 juillet 1940 - Erich Hoepner (1886-1944)
15. 19 juillet 1940 - Eugen von Schobert (1883-1941)
16. 1er janvier 1942 - Georg-Hans Reinhardt (1887-1963)
17. 1er janvier 1942 - Rudolf Schmidt (1886-1957)
18. 1er avril 1942 - Richard Ruoff (1883-1967)
19. 1er juin 1942 - Eduard Dietl (1890-1944)
20. 3 juillet 1942 - Georg Lindemann (1884-1963)
21. 3 décembre 1942 - Hans-Jürgen von Arnim (1889-1962)
22. 1er janvier 1943 - Gotthard Heinrici (1886-1971)
23. 1er janvier 1943 - Hans von Salmuth (1888-1962)
24. 30 janvier 1943 - Walter Heitz (1878-1944)
25. 6 juillet 1943 - Eberhard von Mackensen (1889-1969)
26. 1er septembre 1943 - Heinrich Gottfried von Vietinghoff-Scheel (1887-1952)
27. 1er septembre 1943 - Karl-Adolf Hollidt (1891-1985)
28. 1er février 1944 - Alfred Jodl (1890-1946)
29. 1er février 1944 - Erwin Jaenecke (1890-1960)
30. 1er février 1944 - Walter Weiß (1890-1967)
31. 1er février 1944 - Kurt Zeitzler (1895-1963)
32. 1er avril 1944 - Josef Harpe (1887-1968)
33. 1er avril 1944 - Lothar Rendulic (1887-1971)
34. 20 avril 1944 - Hans-Valentin Hube (1890-1944)
35. 23 juillet 1944 - Johannes Frießner (1892-1971)
36. 15 août 1944 - Erhard Raus (1889-1956)
37. 1er mai 1945 - Carl Hilpert (1888-1947)

#### Luftwaffe
1. 19 juillet 1940 - Alfred Keller (1882-1974)
2. 19 juillet 1940 - Hans-Jürgen Stumpff (1889-1968)
3. 19 juillet 1940 - Ernst Udet (1896-1941)
4. 19 juillet 1940 - Ulrich Grauert (1889-1941)
5. 19 juillet 1940 - Hubert Weise (1884-1950)
6. 3 mai 1941 - Alexander Löhr (1885-1947)
7. 1er avril 1942 - Hans Jeschonnek (1899-1943)
8. 1er novembre 1942 - Günther Rüdel (1883-1950)
9. 16 février 1943 - Bruno Loerzer (1891-1960)
10. 11 juin 1943 - Otto Deßloch (1889-1977)
11. 13 juillet 1944 - Kurt Student (1890-1978)
12. 22 juillet 1944 (à titre posthume) - Günther Korten (1898-1944)

### Bundeswehr
Néant : ce grade n'a pas été reconduit dans la Bundeswehr.

## Officiers ayant porté ce grade dans la Schutzstaffel (SS)

### Waffen-SS
SS-Oberst-Gruppenführer und Generaloberst der Waffen-SS :
1. 1942 - Paul Hausser (1880-1972) ;
2. 1944 - Sepp Dietrich (1892-1966).

### Deutsche Polizei
SS-Oberst-Gruppenführer und Generaloberst der Polizei :
- 1942 - Kurt Daluege (1897-1946).

## Officiers ayant porté ce grade dans l'armée austro-hongroise
1. Friedrich von Beck-Rzikowsky (1830-1920)
2. Eduard Paar (1837-1919)
3. Arthur von Bolfras (1838-1922)
4. Samuel von Hazai (1851-1942)
5. Friedrich von Georgi (1852-1926)
6. Viktor Dankl von Krasnik (1854-1941)
7. Leopold von Hauer (1854-1933)
8. Karl Tersztyánszky von Nádas (1854-1921)
9. Karl von Pflanzer-Baltin (1855-1925)
10. Adolf von Rhemen zu Barensfeld (1855-1932)
11. Karl von Kirchbach auf Lauterbach (1856-1939)
12. Paul Puhallo von Brlog (1856-1926)
13. Arthur Arz von Straußenburg (1857-1935)
14. Karl Georg Huyn (1857-1938)
15. Viktor von Scheuchenstuel (1857-1938)
16. Stephan Sarkotić von Lovčen (1858-1939)
17. Alois Schönburg-Hartenstein (1858-1944)
18. Josef Roth von Limanowa-Łapanów (de) (1859-1927)
19. Wenzel von Wurm (1859-1921)
20. Hermann Kusmanek von Burgneustädten (1860-1934)
21. Hugo Martiny von Malastów (1860-1940)
22. Karl Křitek (1861-1928)
23. Rudolf Stöger-Steiner von Steinstätten (1861-1921)
24. Léopold Salvator de Habsbourg-Toscane (1863-1931)
25. Archiduc Joseph-Ferdinand de Habsbourg-Toscane (1872-1942)

## Officiers ayant porté ce grade en République démocratique allemande

### Nationale Volksarmee
Dans l'Armée populaire nationale de la République démocratique allemande, le grade de Generaloberst était, comme en Union soviétique, le troisième grade d'officier général. Ce qui correspondait au rang d'officier général OF-8 de l'OTAN (général trois étoiles). Dans la Volksmarine, le grade équivalent de Generaloberst était celui d’Admiral.
Generaloberst de l'Armée populaire nationale.
- Klaus-Dieter Baumgarten (1931-2008), promu le 7 octobre 1988
- Horst Brünner (1929-2008), promu le 1er mars 1987
- Werner Fleißner (1922-1985), promu le 7 octobre 1977
- Joachim Goldbach (1929-2008), promu le 1er mars 1986
- Erich Peter (1919-1987), promu le 14 juillet 1979
- Fritz Peter (né en 1927), promu le 7 octobre 1989
- Wolfgang Reinhold (1923-2012), promu le 7 octobre 1979
- Herbert Scheibe (1914-1991), promu le 1er mars 1972
- Horst Stechbarth (1925-2016), promu le 1er mars 1976
- Fritz Streletz (1926-2025), promu le 7 octobre 1979
- Heinz Keßler (1920-2017), promu le 1er mars 1966
- Kurt Wagner (1904-1989), promu le 1er mars 1966

### Ministère de la Sécurité d'État (MfS)
Le grade de Generaloberst était utilisé au ministère de la Sécurité d'État (Stasi).
Generaloberst du MfS.
- Bruno Beater (1914-1982)
- Werner Großmann (né en 1929)
- Rudi Mittig (1925-1994)
- Markus Wolf (1923-2006)

### Deutsche Volkspolizei (DVP)
Le grade de Generaloberst était aussi utilisé dans la Volkspolizei, la police de la République démocratique allemande.
- Karl Maron (1903-1975)
- Karl-Heinz Wagner (1928-2011)